# 양조 (대의녕)
양조(楊詔, ? ~ 937년)는 대의녕의 제2대 황제(재위: 930년 ~ 937년)이다. 양화풍의 아들이고, 양간정의 동생이다.

## 생애
930년, 형인 양간정을 폐위하고 즉위했다. 연호를 대명(大明)으로 하였다.
937년, 해통절도사(海通節度使) 단사평이 전동(滇東) 37부(部)의 병사를 이끌고 반기를 들어 대의녕을 공격했다. 양조는 전투에서 패하고 자살하였고, 대의녕이 망하고 단사평에 의해 대리국이 세워졌다.
| 전임 양간정 | 제2대 대의녕 황제 930년 ~ 937년 | 후임 (대의녕 멸망) |